# Sistema eléctrico de la Estación Espacial Internacional

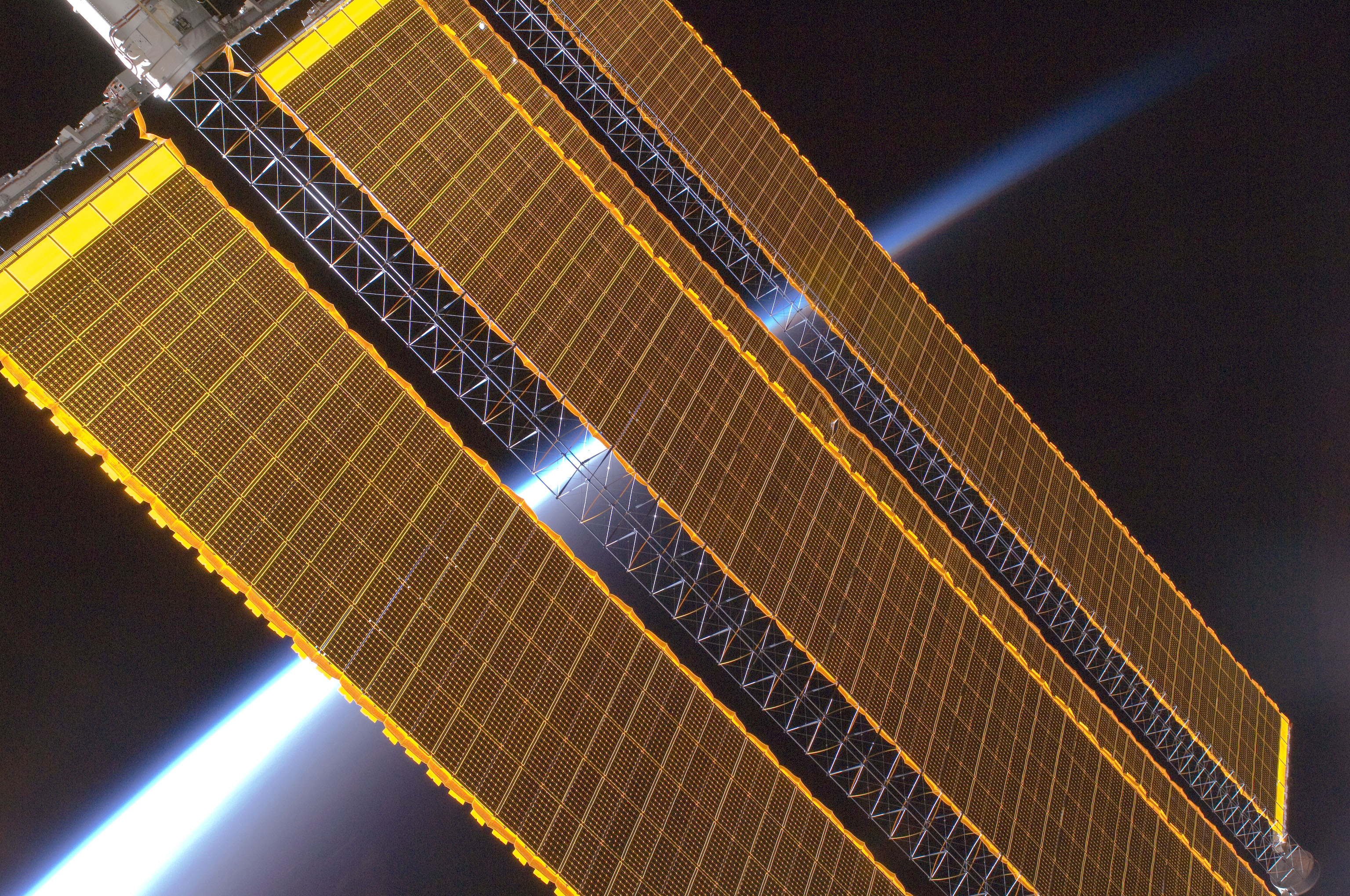
Horizonte terrestre y conjunto de paneles solares de la Estación Espacial Internacional (equipo de la Expedición 17, agosto de 2008)

El sistema eléctrico de la Estación Espacial Internacional es un recurso crítico para la Estación Espacial Internacional (ISS) porque permite a la tripulación vivir cómodamente, operar la estación de manera segura y poder realizar experimentos científicos. El sistema eléctrico de la ISS utiliza células solares para convertir directamente la luz solar en electricidad. Se ensamblan grandes cantidades de celdas en matrices para producir altos niveles de potencia. Este método de aprovechar la energía solar se llama fotovoltaica. 
El proceso de recoger la luz solar, convertirla en electricidad y administrar y distribuir esta electricidad acumula un exceso de calor que puede dañar el equipo de la nave espacial. Este calor debe ser eliminado para una operación confiable de la estación espacial en órbita. El sistema de energía de la ISS usa radiadores para disipar el calor de la nave espacial. Los radiadores están protegidos de la luz solar y alineados hacia el vacío frío del espacio profundo.

## Baterías
Dado que la estación a menudo no está expuesta a la luz solar directa, depende de baterías recargables de níquel-hidrógeno para proporcionar energía continua durante la parte del «eclipse» de la órbita (35 minutos de cada órbita de 90 minutos). Las baterías aseguran que la estación nunca carezca de energía para mantener sistemas y experimentos de soporte vital. Durante la parte de la órbita de la luz solar, las baterías se recargan. Las baterías de níquel-hidrógeno tienen una vida útil de 6,5 años, lo que significa que deben reemplazarse varias veces durante los 30 años de vida útil de la estación. Las baterías y las unidades de carga/descarga de baterías son fabricadas por Space Systems/Loral (SS L), bajo contrato con Boeing. Las baterías N-H2 en el truss P6 fueron reemplazadas en 2009 y 2010 con más baterías N-H2 traídas por las misiones del transbordador espacial. Hay baterías en Trusses P6, S6, P4 y S4.

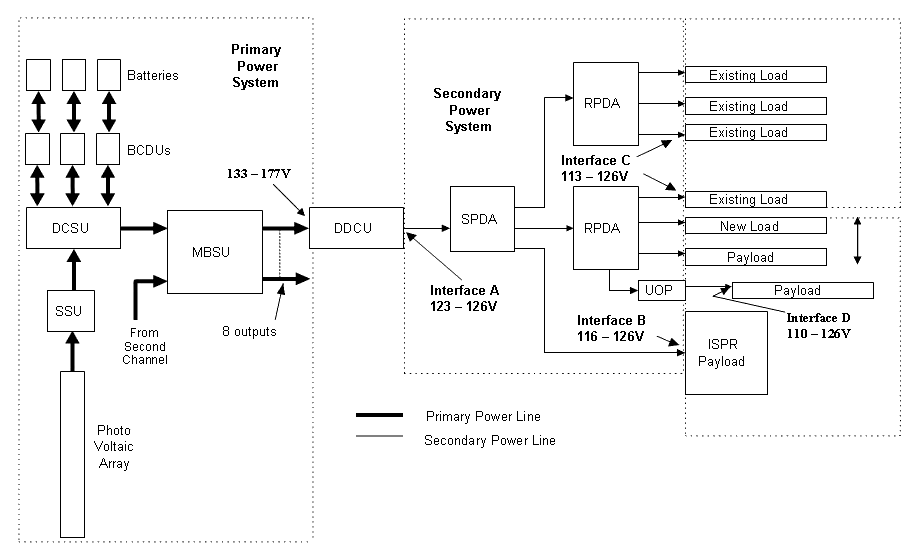
Electrical Power Distribution

Desde 2017, las baterías de níquel-hidrógeno están siendo reemplazadas por baterías de iones de litio. El 6 de enero, un EVA de varias horas comenzó el proceso de convertir algunas de las baterías más antiguas de la ISS a las nuevas baterías de iones de litio. Hay una serie de diferencias entre las dos tecnologías de batería, y una diferencia es que las baterías de iones de litio pueden manejar el doble de carga, por lo que solo se necesitan la mitad de las baterías de iones de litio durante el reemplazo. Además, las baterías de iones de litio son más pequeñas que las baterías de níquel-hidrógeno más antiguas. Aunque no son tan duraderos como el níquel-hidrógeno, pueden durar lo suficiente como para extender la vida útil de la ISS.

## Sistema de transferencia de potencia de estación a lanzadera
El sistema de transferencia de energía de estación a lanzadera (SSPTS, por sus siglas en inglés) permitió que un transbordador espacial atracado hiciera uso de la energía provista por los paneles solares de la Estación Espacial Internacional. El uso de este sistema redujo el uso de las celdas de combustible generadoras de energía a bordo del transbordador, lo que le permite permanecer atracado en la estación espacial durante cuatro días adicionales.

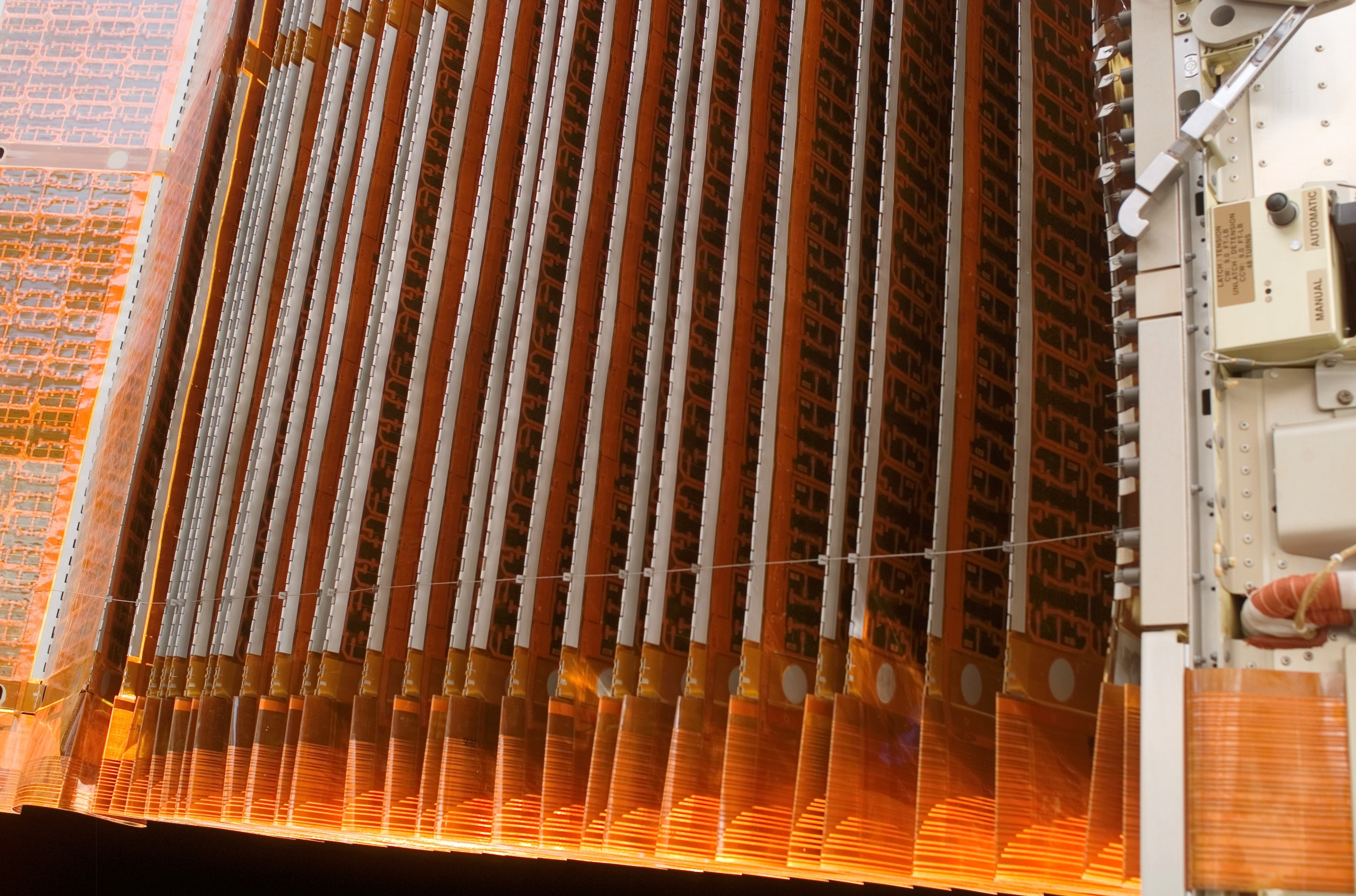
Estructura solar de armadura ISS P6 - primer plano (ISS014-E-10053)

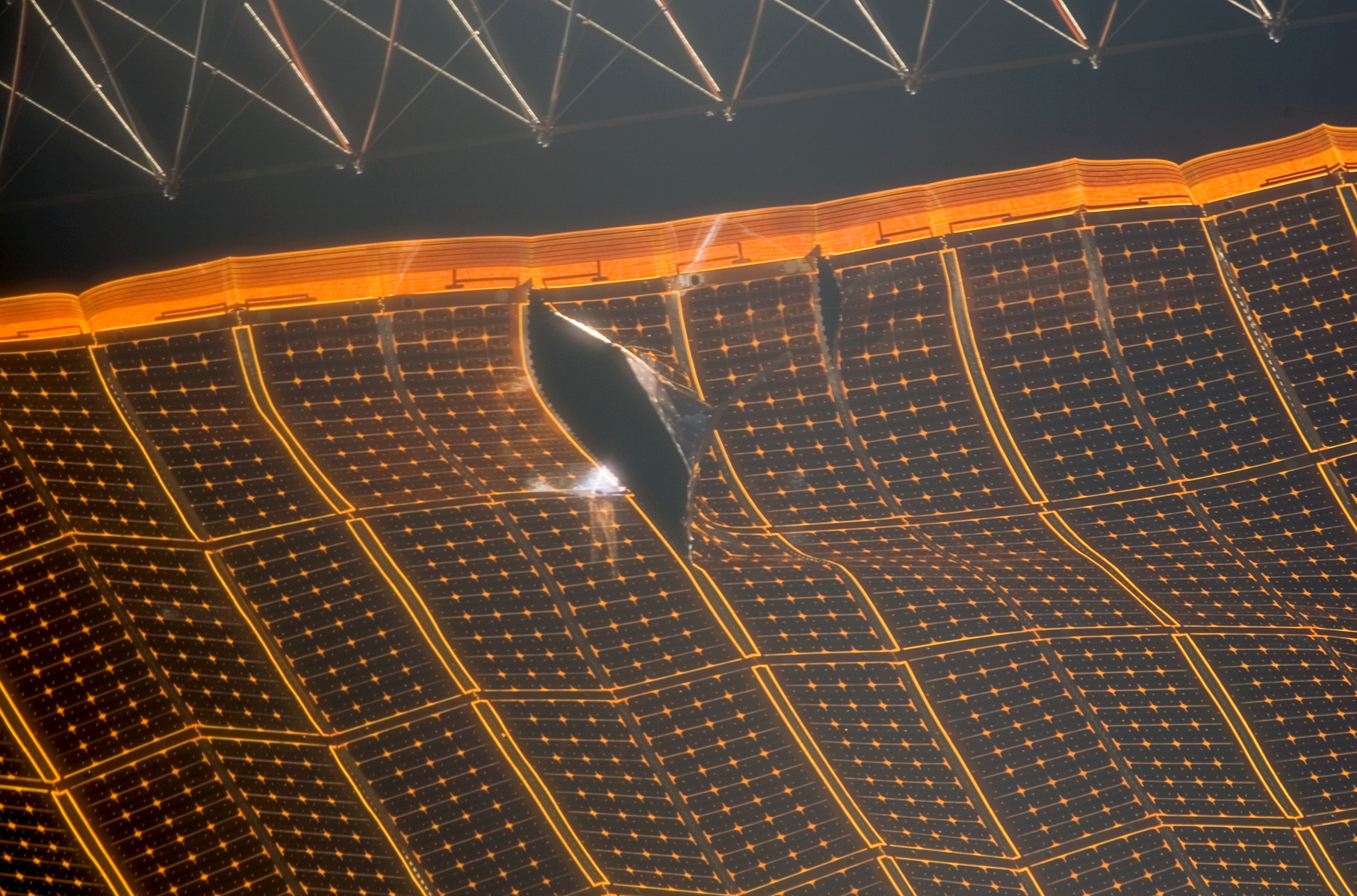
Paner solar STS120

SSPTS fue una actualización de lanzadera que reemplazó la Unidad de convertidor de potencia de ensamblaje (APCU) con un nuevo dispositivo llamado Unidad de transferencia de energía (PTU). La APCU tenía la capacidad de convertir la energía del bus principal del transbordador de 28 V CC a 124 V CC compatible con el sistema de alimentación de 120 V CC del ISS. Esto se usó en la construcción inicial de la estación espacial para aumentar la potencia disponible del módulo de servicio ruso Zvezdá. El PTU agrega a esto la capacidad de convertir los 120 V CC suministrados por la ISS a la alimentación del bus principal de 28 V CC del orbitador. Es capaz de transferir hasta 8 kW de potencia desde la estación espacial al orbitador. Con esta actualización, tanto el transbordador como la ISS pudieron usar los sistemas de energía del otro cuando fue necesario, aunque la ISS nunca más requirió el uso de los sistemas de energía de un orbitador.
Durante la misión STS-116, PMA-2 (luego en el extremo delantero del módulo Destiny) se volvió a cablear para permitir el uso del SSPTS. La primera misión para hacer uso real del sistema fue STS-118 con el transbordador espacial Endeavour.
Solo Discovery y Endeavor estaban equipados con el SSPTS. Atlantis era el único transbordador que no estaba equipado con el SSPTS, por lo que solo podía ir en misiones de menor duración que el resto de la flota.